# Lecudina caudata
Lecudina caudata is een soort in de taxonomische indeling van de Myzozoa, een stam van microscopische parasitaire dieren. Het organisme komt uit het geslacht Lecudina en behoort tot de familie Lecudinidae. Lecudina caudata werd in 1977 ontdekt door K.Hoshide.